# Macaranga stonei
Macaranga stonei är en törelväxtart som beskrevs av Timothy Charles Whitmore. Macaranga stonei ingår i släktet Macaranga och familjen törelväxter.
Artens utbredningsområde är Filippinerna. Inga underarter finns listade i Catalogue of Life.